# Poljska na Svjetskom prvenstvu u atletici 2011.
Poljska se kao država članica IAAF-a natjecala na Svjetskom prvenstvu u atletici 2011. u Daegu u Junoj Koreji (od 27. kolovoza do 4. rujna), natjecala s 43 predstavnika.

## Osvajači odličja
| Odličje | Atletičar           | Disciplina    | Nadnevak     | Rezultat |
| ------- | ------------------- | ------------- | ------------ | -------- |
| zlato   | Paweł Wojciechowski | skok s motkom | 29. kolovoza | 5,90 m   |
| bronca  | Karolina Tymińska   | sedmoboj      | 30. kolovoza | 6 544    |